# Magyar Alkotóművészek Országos Egyesülete
Magyar Alkotóművészek Országos Egyesülete (MAOE) 1992-ben alakult Budapesten a megszűnt Művészeti Alap jogutódjaként. A Magyar Alkotóművészeti Közalapítvány mellett működő országos egyesület, amely a képzőművészek, iparművészek mellett a fotóművészeket, az írókat és a zeneművészeket is egyesíti. Tehát Fotóművészeti-, Iparművészeti-, Irodalmi-, Képzőművészeti és Zenei tagozatai vannak.
A MAOE Magyarország legnagyobb taglétszámú, a hivatásos alkotó művészeket tömörítő szervezete. Az egyesület célja a tagok szociális támogatása, szakmai érdekképviselete, jogsegélyszolgálat, kiállítások szervezése. Fő kiállító helyeik: Duna Galéria, Vigadó Galéria stb.
Az egyesület elnöke 1998-tól kezdve Bauer István festőművész volt. A Magyar Alkotóművészeti Közalapítvány kilátásba helyezett megszüntetésének hírére Bauer István 2011-ben lemondott tisztségéről. Utóda Aknay János festőművész lett.